# Liste des œuvres de Tomaso Albinoni
Pour les articles homonymes, voir Albinoni (homonymie).
Liste des œuvres du compositeur baroque Tomaso Albinoni

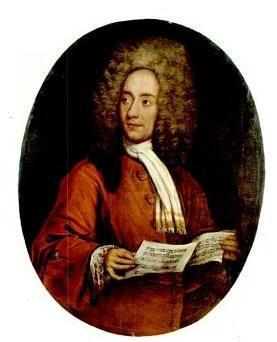
Tomaso Albinoni

## Musique vocale

### Opéras
- Zenobia, regina de’ Palmireni (Libretto : Antonio Marchi), Première à Venise 1694
- Il prodigio dell’innocenza (Fulgenzio Maria Gualazzi), Venise 1695 (musique disparue)
- Zenone, imperator d’Oriente (Antonio Marchi), Venise 1696 (musique disparue)
- Il Tigrane, re d’Armenia (Giulio Cesare Corradi), Venise 1697 (musique disparue)
- Primislao, primo re di Boemia (Giulio Cesare Corradi), Venise 1697 (musique disparue)
- L’ingratitudine castigata (Francesco Silvani), Venise 1698 (musique disparue)
- Radamisto (Antonio Marchi), Venise 1698
- Diomede punito da Alcide (Aurelio Aureli), Venise 1700 (musique disparue)
- L’inganno innocente (Francesco Silvani), Venise 1701 (musique disparue, sauf quelques arias)
- L’arte in gara con l’arte (Francesco Silvani), Venedig 1702 (musique disparue)
- Griselda (Apostolo Zeno), Florence 1703 (musique disparue, sauf trois arias)
- Aminta (Apostolo Zeno), Florence 1703 (musique disparue)
- Il più fedel tra i vassalli (Francesco Silvani), Gènes 1705 (musique disparue)
- La prosperità di Elio Sejano (Nicolò Minato), Gènes 1707 (musique disparue)
- La fortezza al cimento (Francesco Silvani), Piacenza 1707 (musique disparue)
- La fede tra gl’inganni (Francesco Silvani), Venise 1707 (musique disparue)
- Astarto (Apostolo Zeno et Pietro Pariati), Venise 1708 (musique disparue, sauf quelques arias)
- Il tradimento tradito (Francesco Silvani), Venise 1708 (musique disparue)
- Engelberta (Apostolo Zeno et Pietro Pariati), Venise 1709 (4e et 5e acte de Francesco Gasparini)
- Ciro (Pietro Pariati), Venise 1710 (musique disparue)
- Il tiranno eroe (Vincenzo Cassani), Venise 1711 (musique disparue, sauf quelques arias)
- Il Giustino (Pietro Pariati d’après Nicolò Beregan), Bologna 1711 (musique disparue)
- La pace generosa (Francesco Silvani), Gènes 1711 (musique disparue)
- Le gare generose (Antonio Zaniboni), Venise 1712 (musique disparue, sauf cinq arias)
- Lucio Vero (Apostolo Zeno), Ferrara 1713 (musique disparue)
- I rivali generosi (Apostolo Zeno), Brescia 1715 (musique disparue)
- L’amor di figlio non conosciuto (Domenico Lalli), Venise 1716 (musique disparue)
- Eumene (Antonio Salvi), Venise 1717 (musique disparue, sauf une aria)
- Meleagro (Pietro Antonio Bernardoni), Venise 1718 (musique disparue)
- Cleomene (Vincenzo Cassani), Venise 1718 (musique disparue)
- Gli eccessi della gelosia (Domenico Lalli), Venise 1722 (musique disparue, sauf quelques arias)
- I veri amici (Francesco Silvani et Domenico Lalli d’après Pierre Corneille), Munich 1722 (musique disparue, sauf quelques arias)
- Il trionfo d’amore (Pietro Pariati), Munich 1722 (musique disparue)
- Eumene (Apostolo Zeno), Venise 1723 (musique disparue, sauf deux arias)
- Ermengarda (Antonio Maria Lucchini), Venise 1723 (musique disparue)
- Antigono, tutore di Filippo, re di Macedonia (Giovanni Piazzon), Venise 1724 (5e acte de Giovanni Porta, musique disparue)
- Scipione nelle Spagne (Apostolo Zeno), Venise 1724 (musique disparue)
- Laodice (Angelo Schietti), Venedig 1724 (musique disparue, sauf deux arias)
- Didone abbandonata (Pietro Metastasio), Venise 1725 (musique disparue)
- Alcina delusa da Ruggero (Antonio Marchi), Venise 1725 (musique disparue)
- La Statira (Apostolo Zeno et Pietro Pariati), Rome 1726
- Il trionfo di Armida (Girolamo Colatelli d’après Torquato Tasso), Venise 1726 (musique disparue)
- L’incostanza schernita (Vincenzo Cassani), Venise 1727 (musique disparue, sauf quelques arias)
- Le due rivali in amore (Aurelio Aureli), Venise 1728 (musique disparue)
- Li stratagemmi amorosi (F. Passerini), Venise 1730 (musique disparue)
- Elenia (Luisa Bergalli), Venise 1730 (musique disparue)
- Merope (Apostolo Zeno), Prague 1731 [la plus grande partie d’Albinoni, (musique disparue)
- Il più infedel tra gli amanti (Angelo Schietti), Treviso 1731 (musique disparue)
- Ardelinda (Bartolomeo Vitturi), Venise 1732 (musique disparue, sauf cinq arias)
- Candalide (Bartolomeo Vitturi), Venise 1734 (musique disparue)
- Artamene (Bartolomeo Vitturi), Venise 1741 (musique disparue)

### Intermezzi
- (Vespetta e) Pimpinone (Pietro Pariati), Venise 1708
- Malsazio e Fiammetta (librettiste inconnu), Rome 1726 (libretto et musique disparus, sauf quelques arias)
- Il Satrapone (Antonio Salvi), Parme 1729 (musique disparue)

### Serenades
- Il nascimento de l’Aurora (librettiste inconnu), Venise vers 1710
- Il nome glorioso in terra, santificato in cielo (Vincenzo Cassani), Venise 1724
- Il concilio de’ pianeti (Girolamo Baruffaldi), Venise 1729

### Cantates
- 12 Cantate da camera a voce sola op. 4 (pour voix et basse continue), Venise 1702
  - no. 1 : Amor, Sorte, Destino (pour soprano)
  - no. 2 : Da l’arco d’un bel ciglio (pour alto)
  - no. 3 : Del chiaro rio (pour soprano)
  - no. 4 : Riedi a me, luce gradita (pour alto)
  - no. 5 : Lontananza crudel, mi squarci il core (pour soprano)
  - no. 6 : Filli, chiedi al mio core (pour alto)
  - no. 7 : Ove rivolgo il piede (pour soprano)
  - no. 8 : Mi dà pena quando spira (pour alto)
  - no. 9 : Parti, mi lasci, ah quale (pour soprano)
  - no. 10 : Son qual Tantalo novello (pour alto)
  - no. 11 : Poiché al vago seren di due pupille (pour soprano)
  - no. 12 : Chi non sa quanto inumano (pour alto)
- 18 Cantates pour soprano et basse continue, Staatsbibliothek Berlin, ms. 447
  - no. 1 : Il bel ciglio d’Irene
  - no. 2 : Già dal mar sorgea l’alba
  - no. 3 : Amarissime pene, suonate ormai
  - no. 4 : [comme op. 4 no. 5]
  - no. 5 : Sorgea col lume in fronte
  - no. 6 : Lontan da te, mia vita
  - no. 7 : Sovra letto d’erbette
  - no. 8 : [comme op. 4 no. 11]
  - no. 9 : Il penar senza speranza
  - no. 10 : Senti, bel sol, deh senti
  - no. 11 : Quest’è l’ora fatale
  - no. 12 : Di tante ree sciagure
  - no. 13 : Fileno, caro amico
  - no. 14 : Sovra molle origliere
  - no. 15 : Clori nel ciel d’amor lucida stella
  - no. 16 : Dubbio affetto il cor mi strugge (Amante timido)
  - no. 17 : Rivolse Clori un giorno
  - no. 18 : Donna illustre del Latio
- Autres Cantates
  - Bel fantasmo tu fosti al mio pensiero (pour soprano et basse continue)
  - Bella, perché tu forsi (pour soprano et basse continue)
  - Biondo crin, occhio nero, e sen d’avorio (pour soprano et basse continue)
  - Che ne dici, che risolvi (pour soprano et basse continue)
  - Crudelissimo amore (pour alto et basse continue)
  - Dove sei, che fai cor mio (pour soprano et basse continue)
  - E dove, Amor, mi guidi (pour soprano, instruments et basse continue)
  - Fatto bersaglio eterno (pour alto et basse continue)
  - Già tornava l’aurora
  - In alta rocca, ove d’un genio amico (pour soprano et basse continue)
  - Io che per colpa sol del fatio rio (pour soprano et basse continue)
  - Là dove il nobil Giano (pour soprano et basse continue)
  - Quanta pietà mi date, o mesti fiori (pour soprano et basse continue)
  - Senza il core del mio bene (pour soprano ou alto et basse continue)
  - Vorrei che lo sapessi (pour alto et basse continue)
  - Vorrei scoprir l’affanno (pour soprano et basse continue)

### Musique sacrale
- Messa a tre voci (pour 2 ténors et basse a cappella), avant 1694
- I trionfi di Giosuè (oratorio ; texte : Giovanni Pietro Berzini), Florence 1703 (en collaboration avec Alessandro Scarlatti, Giovanni Battista Bononcini et autres)
- Maria annunziata (oratorio ; texte : Francesco Silvani), Florence 1712

## Musique instrumentale

### Œuvres avec n° d'opus
- op. 1 : Sonates a tre (pour 2 violons et basse continue), Venise 1694
  - n° 1 : Sonata ré-mineur
  - n° 2 : Sonata fa-majeur
  - n° 3 : Sonata la-majeur
  - n° 4 : Sonata sol-mineur
  - n° 5 : Sonata do-majeur
  - n° 6 : Sonata la-mineur
  - n° 7 : Sonata sol-majeur
  - n° 8 : Sonata si-mineur
  - n° 9 : Sonata ré-majeur
  - n° 10 : Sonata fa-mineur
  - n° 11 : Sonata mi-mineur
  - n° 12 : Sonata si bémol-majeur
- op. 2 : Sinfonie e concerti a cinque (pour violon solo [seulement les Concertos], 2 violons, 2 altos et basse continue), Venise 1700
  - n° 1 : Sonata 1 sol-majeur
  - n° 2 : Concerto 1 fa-majeur
  - n° 3 : Sonata 2 do-majeur
  - n° 4 : Concerto 2 mi-mineur
  - n° 5 : Sonata 3 la-majeur
  - n° 6 : Concerto 3 si bémol-majeur
  - n° 7 : Sonata 4 ut-mineur
  - n° 8 : Concerto 4 sol-majeur
  - n° 9 : Sonata 5 si bémol-majeur
  - n° 10 : Concerto 5 do-majeur
  - n° 11 : Sonata 6 sol-mineur
  - n° 12 : Concerto 6 ré-majeur
- op. 3 : Balletti a tre (pour 2 violons et basse continue), Venise 1701
  - n° 1 : Balletto do-majeur
  - n° 2 : Balletto mi-mineur
  - n° 3 : Balletto sol-majeur
  - n° 4 : Balletto la-majeur
  - n° 5 : Balletto ré-mineur
  - n° 6 : Balletto fa-majeur
  - n° 7 : Balletto ré-majeur
  - n° 8 : Balletto ut-mineur
  - n° 9 : Balletto sol-mineur
  - n° 10 : Balletto mi-majeur
  - n° 11 : Balletto la-mineur
  - n° 12 : Balletto si bémol-majeur
- op. 5 : Concerti a cinque (pour violon solo, 2 violons, 2 altos et basse continue), Venise 1707
  - n° 1 : Concerto si bémol-majeur
  - n° 2 : Concerto fa-majeur
  - n° 3 : Concerto ré-majeur
  - n° 4 : Concerto sol-majeur
  - n° 5 : Concerto la-mineur
  - n° 6 : Concerto do-majeur
  - n° 7 : Concerto ré-mineur
  - n° 8 : Concerto fa-majeur
  - n° 9 : Concerto mi-mineur
  - n° 10 : Concerto la-majeur
  - n° 11 : Concerto sol-mineur
  - n° 12 : Concerto do-majeur
- op. 6 : Trattenimenti armonici per camera (pour violon et basse continue), Amsterdam vers 1711
  - n° 1 : Sonata do-majeur
  - n° 2 : Sonata sol-mineur
  - n° 3 : Sonata si bémol-majeur
  - n° 4 : Sonata ré-mineur
  - n° 5 : Sonata fa-majeur
  - n° 6 : Sonata la-mineur
  - n° 7 : Sonata ré-majeur
  - n° 8 : Sonata mi-mineur
  - n° 9 : Sonata sol-majeur
  - n° 10 : Sonata ut-mineur
  - n° 11 : Sonata la-majeur
  - n° 12 : Sonata si bémol-majeur
- op. 7 : Concerti a cinque pour violon, 1 ou 2 hautbois, 2 violons, alto, violoncelle et basse continue), Amsterdam 1715
  - n° 1 : Concerto ré-majeur (pour violon)
  - n° 2 : Concerto do-majeur (pour 2 hautbois)
  - n° 3 : Concerto si bémol-majeur (pour hautbois)
  - n° 4 : Concerto sol-majeur (pour violon)
  - n° 5 : Concerto do-majeur (pour 2 hautbois)
  - n° 6 : Concerto ré-majeur (pour hautbois)
  - n° 7 : Concerto la-majeur (pour violon)
  - n° 8 : Concerto ré-majeur (pour 2 hautbois)
  - n° 9 : Concerto fa-majeur (pour hautbois)
  - n° 10 : Concerto si bémol-majeur (pour violon)
  - n° 11 : Concerto do-majeur (pour 2 hautbois)
  - n° 12 : Concerto do-majeur (pour hautbois)
- op. 8 : Balletti e sonate a tre (pour 2 violons et basse continue), Amsterdam 1722
  - n° 1 : Sonata 1 si bémol-majeur
  - n° 2 : Balletto 1 ré-mineur
  - n° 3 : Sonata 2 la-majeur
  - n° 4 : Balletto 2 fa-majeur
  - n° 5 : Sonata 3 do-majeur
  - n° 6 : Balletto 3 ré-majeur
  - n° 7 : Sonata 4 sol-mineur
  - n° 8 : Balletto 4 si bémol-majeur
  - n° 9 : Sonata 5 fa-majeur
  - n° 10 : Balletto 5 do-majeur
  - n° 11 : Sonata 6 ut-mineur
  - n° 12 : Balletto 6 sol-mineur
- op. 9 : Concerti a cinque (pour violon, 1 ou 2 hautbois, 2 violons, alto, violoncelle et basse continue), Amsterdam 1722
  - n° 1 : Concerto si bémol-majeur (pour violon)
  - n° 2 : Concerto ré-mineur (pour hautbois)
  - n° 3 : Concerto fa-majeur (pour 2 hautbois)
  - n° 4 : Concerto la-majeur (pour violon)
  - n° 5 : Concerto do-majeur (pour hautbois)
  - n° 6 : Concerto sol-majeur (pour 2 hautbois)
  - n° 7 : Concerto ré-majeur (pour violon)
  - n° 8 : Concerto sol-mineur (pour hautbois)
  - n° 9 : Concerto do-majeur (pour 2 hautbois)
  - n° 10 : Concerto fa-majeur (pour violon)
  - n° 11 : Concerto si bémol-majeur (pour hautbois)
  - n° 12 : Concerto ré-majeur (pour 2 hautbois)
- op. 10 : Concerti a cinque (pour violon solo, 2 violons, alto, violoncelle et basse continue), Amsterdam 1735/36
  - n° 1 : Concerto si bémol-majeur
  - n° 2 : Concerto sol-mineur (pour violon)
  - n° 3 : Concerto do-majeur
  - n° 4 : Concerto sol-majeur (pour violon)
  - n° 5 : Concerto la-majeur
  - n° 6 : Concerto ré-majeur (pour violon)
  - n° 7 : Concerto fa-majeur
  - n° 8 : Concerto sol-mineur (pour violon)
  - n° 9 : Concerto do-majeur
  - n° 10 : Concerto fa-majeur (pour violon)
  - n° 11 : Concerto ut-mineur
  - n° 12 : Concerto si bémol-majeur (pour violon)
- op. 11 : Sonate a tre (pour 2 violons et basse continue), non publié, vers 1739 [disparu]

### Œuvres sans n° d'opus (d’après Talbot)

#### Sinfonias
- Si 1 : Sinfonia ré-majeur pour le premier acte de l’opéra Zenobia (pour trompette, 2 violons, 2 altos, violoncelle et basse continue), 1694
- Si 2 : Sinfonia fa-majeur pour le premier acte de l’opéra Engelberta (pour 2 violons, alto, violone et basse continue), 1709
- Si 3 : Sinfonia la-majeur (pour 2 violons, alto, violone et basse continue), vers 1707–15
- Si 4 : Sinfonia ré-majeur (pour 2 violons, alto et basse continue, plus des manuscrits pour 2 hautbois et basson) vers 1707–15
- Si 5 : Sinfonia la-majeur (pour 2 violons, alto et basse continue), vers 1707–15
- Si 6 : Sinfonia si bémol-majeur (pour 2 violons, alto, basson et basse continue), vers 1715–22
- Si 7 : Sinfonia sol-mineur (pour 2 flûtes, 2 hautbois, 2 violons, 2 altos, basson et basse continue), vers 1715–22
- Si 8 : Sinfonia sol-majeur (pour 2 violons, alto et basse continue), vers 1722–35
- Si 9 : Sinfonia fa-majeur (pour 2 violons, alto et basse continue), vers 1722–35

#### Concertos
- Co 1 : Concerto ré-majeur (pour violon solo, 2 violons, alto, violone et basse continue), avant 1700
- Co 2 : Concerto do-majeur (pour violon solo, 2 violons, alto et basse continue), vers 1717
- Co 3 : Concerto ré-majeur (pour violon solo et cordes), vers 1715–22
- Co 4 : Concerto sol-majeur (pour 1 ou 2 violons solo, 2 violons, alto et basse continue), vers 1717
- Co 5 : Concerto la-majeur (pour violon solo, 2 violons, alto et basse continue), vers 1717

#### Sonates
- So 1 : Sonata a sei con tromba do-majeur (pour trompette, 2 violons, 2 altos et basse continue), vers 1700
- So 2–7 : Balletti a cinque (2 violons, 2 altos et basse continue), vers 1702
  - So 2 : Balletto 1 si bémol-majeur
  - So 3 : Balletto 2 sol-mineur
  - So 4 : Balletto 3 mi-mineur
  - So 5 : Balletto 4 fa-mineur
  - So 6 : Balletto 5 la-majeur
  - So 7 : Balletto 6 fa-majeur
- So 8–19 : Balletti a quattro (2 violons, alto et basse continue), vers 1700
  - So 8 : Balletto 1 sol-majeur
  - So 9 : Balletto 2 si-mineur
  - So 10 : Balletto 3 ré-majeur
  - So 11 : Balletto 4 la-majeur
  - So 12 : Balletto 5 do-majeur
  - So 13 : Balletto 6 mi-mineur
  - So 14 : Balletto 7 fa-majeur
  - So 15 : Balletto 8 la-mineur
  - So 16 : Balletto 9 si bémol-majeur
  - So 17 : Balletto 10 ré-mineur
  - So 18 : Balletto 11 mi-majeur
  - So 19 : Balletto 12 sol-mineur
- So 20–25 : Sonate a tre (2 violons et basse continue), avant 1700
  - So 20 : Sonata 1 do-majeur
  - So 21 : Sonata 2 si bémol-majeur
  - So 22 : Sonata 3 fa-majeur
  - So 23 : Sonata 4 ré-majeur
  - So 24 : Sonata 5 sol-majeur
  - So 25 : Sonata 6 la-majeur
- So 26–31 : Sonate da chiesa « op. 4 » (pour violon et basse continue), Amsterdam 1708
  - So 26 : Sonata 1 ré-mineur
  - So 27 : Sonata 2 mi-mineur
  - So 28 : Sonata 3 si bémol-majeur
  - So 29 : Sonata 4 sol-mineur (authenticité douteuse)
  - So 30 : Sonata 5 sol-mineur
  - So 31 : Sonata 6 si-mineur
- So 32 : Sonata a violino solo composta per il Sig. Pisendel si bémol-majeur (pour violon et basse continue), vers 1717
- So 33 : Solo sol-mineur (pour violon et basse continue), vers 1717
- So 34 : Solo si bémol-majeur (pour violon et basse continue), vers 1717
- So 35–39 : Sonate a violino solo e basso continuo, Amsterdam vers 1717
  - So 35 : Sonata 1 ré-mineur
  - So 36 : Sonata 2 sol-mineur
  - So 37 : Sonata 3 la-majeur
  - So 38 : Sonata 4 la-majeur
  - So 39 : Sonata 5 mi-mineur (authenticité douteuse)
- So 40–45 : Six sonates da camera « op. post. » (pour violon et basse continue), Paris vers 1740
  - So 40 : Sonata 1 fa-majeur (authenticité douteuse)
  - So 41 : Sonata 2 la-mineur
  - So 42 : Sonata 3 mi-majeur (authenticité douteuse)
  - So 43 : Sonata 4 ré-mineur (authenticité douteuse)
  - So 44 : Sonata 5 ré-majeur (authenticité douteuse)
  - So 45 : Sonata 6 la-majeur